# Andrena caerulea
Andrena caerulea là một loài Hymenoptera trong họ Andrenidae. Loài này được Smith mô tả khoa học năm 1879.